# 清水江路站
清水江路站是贵阳轨道交通1号线的地铁车站，位于中华人民共和国贵州省贵阳市花溪区浦江路与清水江路交叉口南侧，于2018年12月1日开通。

## 车站结构
清水江路站沿浦江路呈南北向设置，为地下一层地上三层岛式站台车站，车站地下结构长149.25米，宽度约36.3至55.4米，车站地上二层为站厅层，地下一层为站台层，站厅与站台通过位于浦江路中部封闭的楼梯与扶梯相连通。
| 地上三层          | 物业         | 商业区域 |
| 地上二层          | 站厅         | 客服中心、自动售票机、验票机                                                                                |
| 地面              | 出入口及道路 | A、B、C、D出入口、浦江路行车道路                                                                            |
| 地下一层          | 站台         | \| \| \| █ 1号线往窦官（长江路） \| \| 島式 · 開左邊车门 \| \| \| \| \| \| █ 1号线往小孟工业园（終點站） \| |
|                   |              | █ 1号线往窦官（长江路）                                                                                     |
| 島式 · 開左邊车门 |              | |
|                   |              | █ 1号线往小孟工业园（終點站）                                                                               |

## 车站出口
清水江路站共有4个出入口，同时因车站与清水湾地铁购物中心共构设置，站厅直接与清水湾地铁购物中心二层相连通，各出口及周围设施如下所示：
| 编号                | 出入口信息                                                                      | 照片 | 无障碍设施 |
| ------------------- | ------------------------------------------------------------------------------- | ---- | ---------- |
| A · 出口            | 浦江路，清水江路，贵阳经济技术开发区人民检察院，小河区人民法院执行工作司        |      | 不適用     |
| B · 出口 · （设有） | 浦江路延伸段，贵阳地铁·清水湾                                                   |      |            |
| C · 出口            | 浦江路延伸段，贵阳地铁·清水湾，贵阳职业技术学院（装备制造分院），清水湾购物中心 |      | 不適用     |
| D · 出口 · （设有） | 浦江路，清水江路，中兴世家，清水湾购物中心                                      |      |            |
| 图例： 设有         |                                                                                 |      |            |

## 接驳交通

### 公交车
- 清水江路地铁站：经开3路，经开18路
- 中兴世家：13路，42路，经开3路

## 车站历史
本站工程名与正式名均为清水江路站，站名来自车站北侧的清水江路。
- 2016年5月20日，车站地下主体结构封顶[2]。
- 2018年12月1日，车站随1号线全线通车开通[1]。